# Aardbeving Egeïsche Zee 2020
Op 30 oktober 2020 vond er een zware aardbeving plaats in de Egeïsche Zee op 14 km afstand van het eiland Samos. Er waren diverse naschokken.
Als gevolg van de beving vielen er zeker 113 doden in Turkije en twee op Samos. Ook waren er vele honderden gewonden. De burgemeester van de kuststad Izmir zegt tegen Turkse media dat vijftienduizend mensen hun huis zijn kwijtgeraakt door de zware beving. Er was met name veel schade in de stad İzmir, waar ook de meeste slachtoffers vielen.
De Turkse overheid gaf een waarschuwing af voor een tsunami, die één persoon doodde.

## Reacties
De Turkse minister van Binnenlandse Zaken Fahrettin Koca liet via Twitter weten dat er ca. 40 ambulances, 35 reddingsteams en twee ambulancehelikopters waren ingezet. Het Turkse ministerie van Nationale Defensie meldde dat er een vliegtuig van de Turkse luchtmacht vanaf een luchtbasis was opgestegen om leden van de AFAD en gendarmes naar de rampplek te brengen.
Onder meer Azerbeidzjan, Frankrijk en Israël boden hulp aan Griekenland en Turkije. Later volgden de NAVO en de Europese Unie.